# Extraction lenticulaire par petite incision

L'extraction lenticulaire par petite incision (SMall Incision Lenticule Extraction ou SMILE) est une intervention des yeux au laser appartenant au domaine des chirurgies réfractives. Elle est utilisée pour corriger chirurgicalement la myopie et l'astigmatisme.
Plus récent que le LASIK, le SMILE s'en distingue par une approche légèrement différente et tout particulièrement, une incision de taille réduite. Au lieu de soulever un volet cornéen pour accéder au site de traitement, le laser femtoseconde découpe ainsi directement en profondeur un lenticule dont la forme permet le traitement de l'amétropie souhaitée. Ce lenticule est secondairement retiré par l'opérateur au travers d'une micro-incision.
La réduction de la taille de l'incision permet d'augmenter la résistance mécanique de la cornée et de réduire le risque de sécheresse oculaire post-opératoire.
Les termes de RELEX (Refractive Lenticule Extraction) et de FLEX (Femtosecond Lenticule Extraction) sont également employés pour évoquer cette chirurgie selon des variantes très légèrement différentes.